# Pietro Vidoni (1610-1681)
Pour les articles homonymes, voir Pietro Vidoni.
Pietro Vidoni, seniore (né le 8 novembre 1610 à Crémone en duché de Milan et mort le 5 janvier 1681 à Rome) est un cardinal italien du XVIIe siècle. Il est un neveu du cardinal Girolamo Vidoni (1626) et un parent du cardinal Pietro Vidoni, iuniore (1816).

## Biographie
Vidoni est gouverneur de Rimini, Tivoli, Sabina, Orvieto et Spolète et vice-légat de Romagne (ou (Ferrare?), vice-préfet de Fermo et président della Marca. En 1644 il est élu évêque de Lodi et il est nonce apostolique en Pologne de 1652 à 1660.
Le pape Alexandre VII le crée cardinal lors du consistoire du 5 avril 1660. Le cardinal Vidoni est légat à Bologne.
Il participe au conclave de 1667 lors duquel Innocent IX est élu pape, au conclave de 1669-1670 (élection de Clément X, lors duquel l'Espagne pose le véto contre l'élection du cardinal Vidoni, et au conclave de 1676 (élection d'Innocent XI). Vidoni est camerlingue du Sacré Collège en 1675-1676.

## Succession apostolique
Pietro Vidoni a ordonné les évêques suivants :
- Évêque Stanisław Domaniewski (en) (1654)
- Évêque Jan Karol Dowgiałło Zawisza (pl) (1657)
- Cardinal Galeazzo Marescotti (1668)
- Archevêque Nestor Rita (en) (1670)
- Archevêque Domenico de' Marini (it) (1670)
- Évêque Domenico Gianuzzi (en) (1670)
- Évêque Giovanni Battista Rabbia (it), C.R. (1671)
- Évêque Giovanni Lucido Cattaneo (it) (1674)
- Évêque Girolamo Valvassori, O.S.A. (1677)